# Olericultura
La olericultura es la ciencia que estudia no solo la plantación racional y económica de las plantas oleráceas, es decir, de las hortalizas y verduras en general, sino que trata además todos los aspectos dedicados a su manejo. La olericultura  es parte de la horticultura (fruticultura, floricultura y olericultura) , en concreto es la parte de esta ciencia que se dedica solo al estudio del cultivo de hortalizas y verduras, a campo o bajo cubierta (invernáculosm,m.,.) . Es una enseñanza que se suele impartir hoy en día en las universidades que tienen estudios agrícolas.